# Wilkesia
Wilkesia là một chi thực vật có hoa trong họ Cúc (Asteraceae).

## Loài
Chi Wilkesia gồm các loài: